# Vyhanavské jezero
Vyhanavské či Vygonovské jezero (bělorusky Выганаўскае возера nebo Выганашчанскае возера, rusky Выгоновское озеро) je jezero v Ivacevičském rajóně v Brestské oblasti v Bělorusku. Má rozlohu 26 km² a je 7 km dlouhé a maximálně 4,8 km široké. Dosahuje maximální hloubky 3 m. Objem vody činí 32,1 milionů m³. Leží v nadmořské výšce 153,1 m.

## Pobřeží
Délka pobřeží je 21 km. Okolí jezera je bažinaté.

## Vodní režim
Nachází se ve vzdálenosti 37 km východně od města Ivacevičy na rozvodí řek Jaselda (povodí Dněpru) a Ščara (přítok Němenu). Přes jezero prochází Dněpersko-bugský kanál. Do jezera se vlévá Ahinský kanál. Povodí jezera má rozlohu 87,1 km².